# Rincón del Sudeste
Rincón del Sudeste es el nombre que recibe según la toponimia argentina un sector de las islas Malvinas ubicado en la costa septentrional del seno Choiseul, al oeste de la isla Elefante y al norte de la isla del Medio, en la zona sudeste de la isla Soledad, que según la Organización de las Naciones Unidas (ONU), está en litigio de soberanía entre el Reino Unido, quien la administra como parte del territorio británico de ultramar de las Malvinas, y la Argentina, quien reclama su devolución, y la integra en el departamento Islas del Atlántico Sur de la provincia de Tierra del Fuego, Antártida e Islas del Atlántico Sur.
Como la mayoría de los topónimos malvinenses, su nombre es de origen español, anterior a la ocupación británica de las Malvinas, y es evidentemente descriptivo de su ubicación.